# Sibirisches Kosakenheer

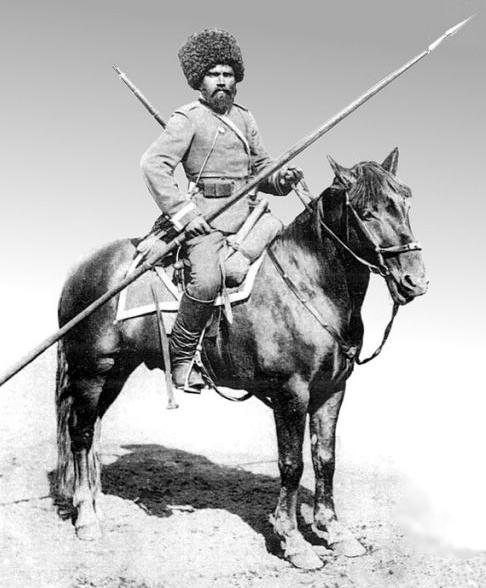
Sibirischer Kosak um 1890

Das Sibirische Kosakenheer war das älteste Kosakenheer in der Kaiserlich Russischen Armee. Es gilt auch als „Vater“ aller weiteren Kosakenheere, da aus ihnen Stammverbände für andere russische Kosakenheere herausgezogen worden waren. Es wurde 1582 gegründet und 1918 aufgelöst. Das Heer hatte seinen Hauptsitz in der sibirischen Hauptstadt Omsk. Im Jahre 1997 wurden die Sibirischen Kosaken mit präsidialem Erlass als eine paramilitärische Einheit in der Russischen Föderation reaktiviert.

## Entstehungsgeschichte

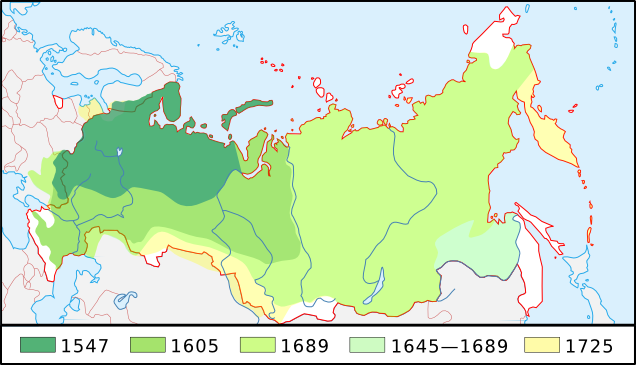
Die russische Durchdringung Sibiriens bis zum Tode Zar Peter des Großen 1725

In der Mitte des 16. Jahrhunderts hatte die Kaufmannsfamilie Stroganow vom Zaren Iwan IV. (1530–1584) in Sibirien ein großes Gebiet erhalten. Dieses befand sich hinter dem Ural in der Umgebung von Perm. Dort handelten sie mit Pelzen, betrieben Bergwerke, Gießereien und Hammerwerke und versuchten seit 1581 russische Kolonisten anzuwerben. Die Arbeitskräfte bestanden zu einem großen Teil aus Leibeigenen, Flüchtlingen, gefangenen Tataren, aber auch aus Fachkräften aus Deutschland sowie dem Baltikum, die in Kriegsgefangenschaft geraten oder verschleppt worden waren. In der näheren und weiteren Umgebung Perms entstand eine einflussreiche und finanzstarke Handelsregion, die im tartarischen Führer Kütschüm Khan – einem Nachkommen Dschingis Khans – Begierde weckte. Die Tartaren gingen auf Raubzüge und machten im Gebiet der Stroganovs reichlich Beute, hinterließen Verwüstungen und entführten die Einwohner in die Sklaverei.

## Die Gründung des Sibirischen Kosakenheeres

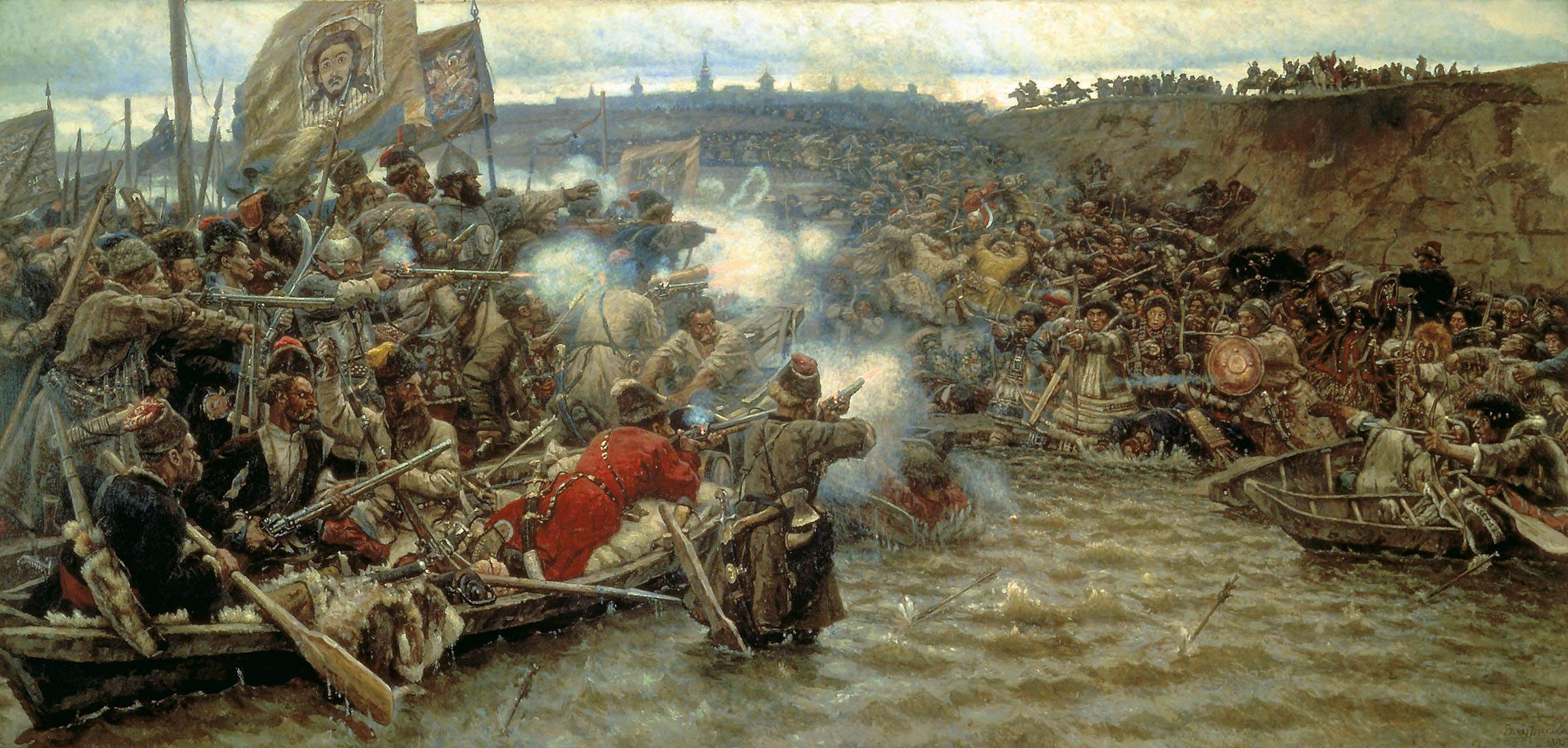
Jermak in der Schlacht gegen die Tartaren (Historiengemälde von Wassili Iwanowitsch Surikow)

Der 6. Dezember 1582 wird als der Gründungstag des Kosakenheeres angegeben und entsprechend gefeiert. Nach mehreren Übergriffen der Tartaren auf die russischen Kolonisten hatte Stroganov, unter der Leitung des Ataman Jermak Timofejewitsch, einen Angriff auf die tartarische Festung eingeleitet. Erstmals griffen die Kosaken nicht nur über Land den Gegner an, sondern sie drangen auf den Flüssen mit schnellen Booten in die gegnerischen Reihen vor. Am 26. Oktober eroberten die Kosaken die Hauptstadt Sibiriens und bauten eine schlagkräftige Truppe auf, somit begann der Aufbau des Sibirischen Kosakenheeres. Von 1701 bis 1716 bauten die Kosaken eine starke 1.000 Kilometer lange Verteidigungslinie auf, errichteten mehrere Stützpunkte sowie Befestigungen. 1716 wurde die Festung Omsk erbaut und als Hauptquartier des Kosakenheeres ausgebaut. Bis 1725 hatten sich entlang der Grenzlinie fast 8000 Menschen angesiedelt, es entstanden die sibirischen Städte Tara und Tobolsk und Tjumen. Das Kosakenheer stand unter dem Kommando des sibirischen Gouverneurs Fürst Dolgorukov und bestand aus 785 Kosaken. Von 1745 bis 1752 wurden weitere 53 Kosakensiedlungen errichtet und das militärische Personal wuchs bis auf 3500 Kosaken an. Bereits 1734 waren mehrere hundert Kosaken in das Orenburger Kosakenheer integriert worden. Die Situation an der russisch-chinesischen Grenze wurde in den Jahren 1764–1771 immer brisanter, mehrere Nomadenangriffe konnten abgewehrt werden und auf der russischen Grenzseite wurde ein 11 Kilometer langer Befestigungsstreifen, der unter der Bezeichnung Bijskoj Kosaken-Linie bekannt wurde, erbaut, hinzu kamen 1781 weitere Festungen.

## Grenzsicherung und Kriegseinsätze
Im Jahre 1803, Zar Alexander I. (1777–1825) regierte das Zarenreich, war die Bevölkerung in Sibirien auf 13 000 Menschen angewachsen. Davon standen 6000 Kosaken im Waffendienst. Demzufolge nahm man 1808 eine große Reform vor und setzte eine straffe Organisation durch. Das Sibirische Kosakenheer bestand nun aus Divisionen und Regimentern die in Kriegszeiten relativ schnell mobilisiert und aufgestockt werden konnten. Während des Vaterländischen Krieges im Jahr 1812 stellten die sibirischen Kosaken Kavallerie-Regimenter und Grenzschutz-Regimenter auf, welche die Russisch-chinesische Grenze bewachten und die Bewachung der Kriegsgefangenen, die nach Sibirien deportiert worden waren, übernahmen. Gleichzeitig entwickelte sich eine sibirische kommunale Selbstverwaltung, eine Provinzverwaltung, ein Rechtswesen und ein sibirisches Gouverneursparlament.
Nach 1825, also am Beginn der Herrschaft Nikolaus I. (1796–1855), erlebte Sibirien einen weiteren Bevölkerungszuwachs. Von den nun 37 000 Menschen waren über 8000 Kosaken im Dienst der Kaiserlich-russischen Armee. Das Heer wurde nun auch schrittweise mit modernen Waffen aufgerüstet und diente überwiegend als Grenzschutztruppe. Der Zuwachs an militärischem Personal erforderte eine weitere Reform, das Gebiet wurde in 9 Regimentsbezirke eingeteilt, in denen jeweils ein Regiment mit drei Brigaden stationiert wurden. Es entstand weiterhin ein Garderegiment und neun Reserveorganisationen, einem Kavallerieregiment und drei selbständigen Kavalleriebatterien. Darüber hinaus wurden in der kirgisischen Steppe mehrere Stanizen erbaut. Als 1855 Zar Alexander II. (1818–1881) folgte standen an der sibirischen Linie 12.500 Kosaken unter Waffen. Im Russisch-Japanischen Krieg von 1905 waren Teile der Kavallerie dem kaiserlich-russischen Heer zugeteilt worden, teilweise dienten sie auch als berittene Gebirgsjäger. Nach dem Ersten Weltkrieg und der sich anschließenden Oktoberrevolution spielte das sibirische Kosakenheer keine entscheidende Rolle, es wurde 1918 aufgelöst.

## Zweiter Weltkrieg
Ab 1937 wurden die Kosaken wieder zu den Waffen gerufen und dienten in der Roten Armee. Andere Teile von Kosakenheeren schlossen sich im Zweiten Weltkrieg den Deutschen an und zogen mit ihren Angehörigen mit den Deutschen mit. Nach der Oktoberrevolution wurde ein Großteil der Kosaken, die sich gegen die Bolschewiki aufgelehnt hatten, nach Sibirien verbannt. Sie bildeten 1944 den Kern der russischen Wlassow-Armee. Zur Zeit der Kapitulation der deutschen Wehrmacht waren die viele Kosaken in der Steiermark und in Kärnten versammelt und stellten sich unter den Schutz der britischen Armee. Sie wurden von dem deutschen Kommandeur General Helmuth von Pannwitz kommandiert, der Kosakenverband bestand aus dem 1. Donkosaken-Regiment, dem 2. Sibirischen Kosakenregiment, dem 4. Kubankosaken-Regiment und einer reitenden Artillerie-Abteilung. Sie wurden Opfer der Lienzer Kosakentragödie.

## Reaktivierung des Sibirischen Kosakenheeres

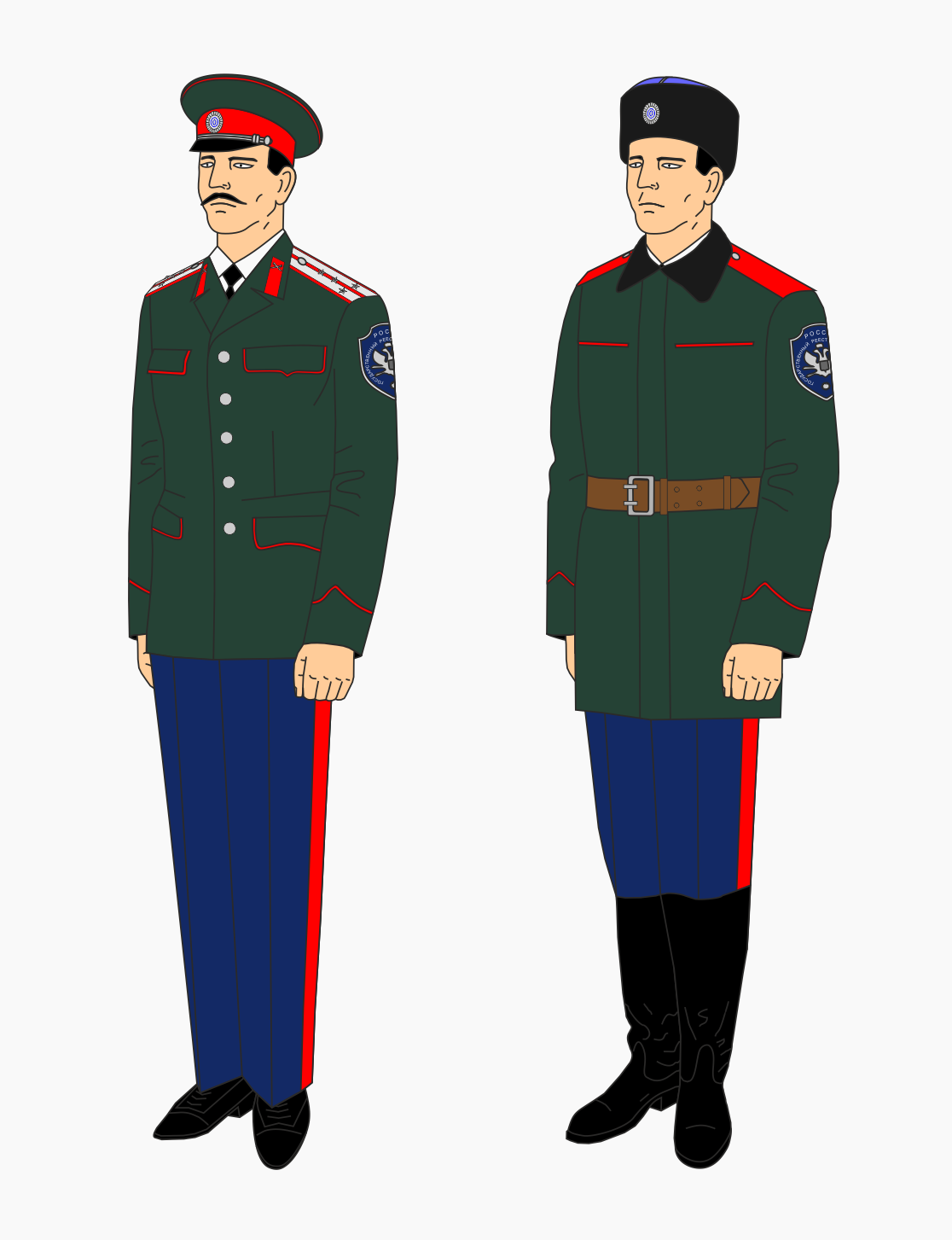
Uniform des registrierten sibirischen Kosakenheers

Mit dem präsidialen Dekret der Russischen Föderation vom 12. Februar 1997 wurde das Sibirische Kosakenheer in die Liste der „Registrierten Kosaken der Russischen Föderation“ aufgenommen. Sie dienen der russischen Regierung als eine Art Heimwehr und sind paramilitärisch organisiert, das Hauptquartier ist in Omsk beheimatet.